# عصام شباك
عصام شباك (12 أكتوبر 1989 بأكادير في المغرب - ) هو لاعب كرة قدم فرنسي في مركز الدفاع. لعب مع نادي روديز ونادي لوهافر وUS Sarre-Union ‏.

## وصلات خارجية
- عصام شباك على موقع اتحاد تركيا (لاعب) (الإنجليزية)
- عصام شباك على موقع رابطة كرة القدم الفرنسية للمحترفين (الإنجليزية)
- عصام شباك على موقع قاعدة بيانات كرة القدم.إي يو (الإنجليزية)
- عصام شباك على موقع ليكيب (الفرنسية)
- عصام شباك على موقع ناشيونال فوتبول تيمز (الإنجليزية)
- عصام شباك على موقع Soccerway.com (الإنجليزية)
- عصام شباك على موقع عالم كرة القدم.نت (الإنجليزية)